# Stockinbingal
Stockinbingal – miasto w Australii, w stanie Nowa Południowa Walia.